# Archaeopteris
Archaeopteris ist eine fossile Gattung der Gefäßpflanzen und war eine Zeit lang der älteste bekannte Baum im eigentlichen Sinne. Das Holz wurde früher als eigene Gattung Callixylon geführt, wird jetzt jedoch der Gattung Archaeopteris zugeordnet. Der Name Archaeopteris bedeutet im Griechischen „uralter Farn“.

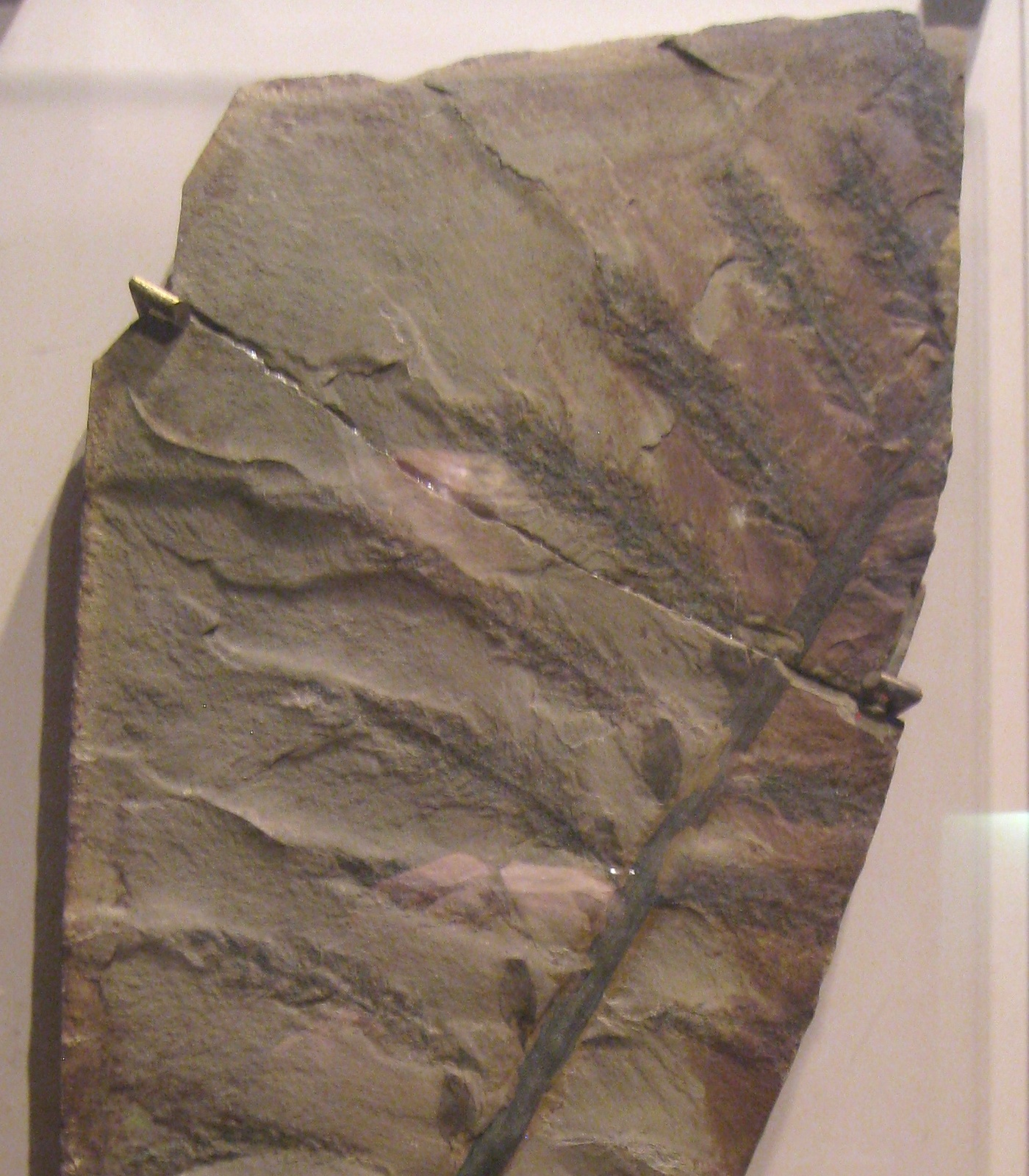
Laubblatt von Archaeopteris hibernica

## Merkmale
Das Holz ähnelt stark dem der heutigen Nacktsamer. Auch die Bildung des Holzes verlief ähnlich. Die Stämme hatten einen Durchmesser von bis zu einem Meter bei einer Wuchshöhe von bis zu 30 Metern. Das Wachstum erfolgte nicht nur an der Triebspitze, wie bis dahin üblich. Archaeopteris bildete auch Seitenknospen, und daraus Seitentriebe, die den Haupttrieb ersetzen konnten. Ein weiteres neues Merkmal war das bifaziale Kambium, das nach innen Holz, nach außen Bast abgab. Hier tritt erstmals sekundäres Dickenwachstum auf. Mit dieser Wuchsform erreichte der Baum ein Alter von 40 bis 50 Jahren.
Auch das Wurzelsystem war ausgeprägter als bei den bis dahin vorkommenden Pflanzen. Erreichten diese eine Tiefe von maximal 20 Zentimetern, reichte das Wurzelsystem von Archaeopteris bis einen Meter tief.
Bei den Blättern sind die Telome fächerförmig gestellt, die Wedel waren also bereits flächig. Innerhalb der Fiederchen waren die Telome gabelig verzweigt, die Telomenden waren jedoch nicht völlig verwachsen, sondern teilweise frei oder am Rande zerschlitzt.
Archaeopteris war laubwerfend: zu ungünstigen Jahreszeiten wurden Zweigsysteme abgeworfen: Zweige mit Seitenzweigen, an denen die Blätter saßen. Diese Zweige sind die häufigsten Fossilien.
Die Vermehrung erfolgte über Sporen. Archaeopteris war heterospor, bildete also kleine männliche Mikrosporen und große weibliche Megasporen.

## Verbreitung
Archaeopteris war weltweit verbreitet. Es gibt Fundorte in Nordamerika, Europa, Sibirien, China, sowie den Gondwana-Kontinenten Afrika, Australien, Südamerika und Antarktis. Die Paläobreiten reichen von äquatorial bis subpolar.
Bis zu ihrem Aussterben am Übergang vom Devon zum Karbon vor rund 355 Millionen Jahren bildeten Archaeopteris-Pflanzen den Hauptbestand der frühesten Wälder.
Die zeitliche Verbreitung von Archaeopteris reicht vom Oberdevon bis ins Untere Mississippium.

## Systematik
Archaeopteris ist die größte Gattung innerhalb der Ordnung der Archaeopteridales. Diese wird heute meist zu den Progymnospermen gestellt, eine Gruppe, die zwischen den Farnen und den Samenpflanzen vermittelt. Dieser Zwischenstellung entsprechen auch die Merkmale: das Koniferen-artige Holz und die farnartigen Blätter und Sporen.
Die Gattung trat im Mittleren Devon erstmals auf, war im Oberen Devon weit verbreitet, starb aber am Ende des Devon aus. Sie ist ein Leitfossil für das Obere Devon.
Andere Gattungen sind wesentlich seltener. Die kleinwüchsige Gattung Eddya wird auch als Keimling von Archaeopteris interpretiert.